# Helia dives
Helia dives là một loài bướm đêm trong họ Erebidae.